# Петричата
Петрича́та (рос. Петричата, марій. Якси) — колишній присілок у складі Новотор'яльського району Марій Ел, Росія. Входить до складу Новотор'яльського міського поселення. 30 червня 2022 року Державні збори Республіки Марій Ел постановили об'єднати присілок Петричата і смт Новий Тор'ял в один населений пункт «селище міського типу Новий Тор'ял».

## Населення
Населення — 32 особи (2010; 41 у 2002).
Національний склад (станом на 2002 рік):
- марійці — 85 %